# Eslabón

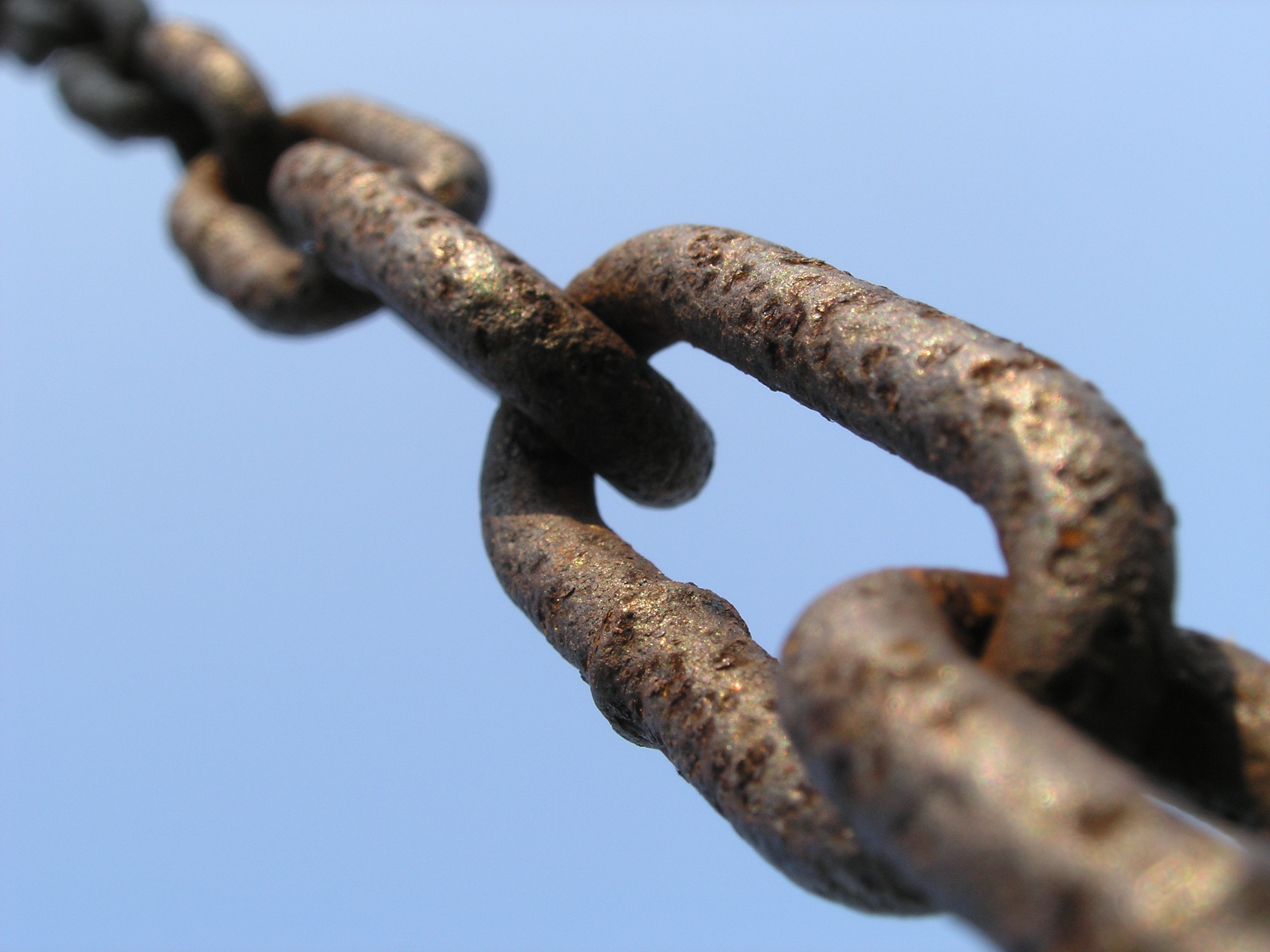
Una serie de eslabones hace una cadena.

Un eslabón es cada uno de los anillos o elementos que forman una cadena. También se suele aplicar el término a cadenas de otro tipo, tales como alimentarias, humanas, etc. Los eslabones de una cadena como tal normalmente son metálicos. Se suelen cortar mediante una cizalla.